# Claudette Maillé
Claudette Maillé (Cidade do México, 11 de novembro de 1964) é uma atriz mexicana mais conhecida por seus papéis em novelas e filmes mexicanos. Ela ganhou um prêmio Ariel em 1992 como Melhor Atriz Coadjuvante por sua participação no filme Como Água para Chocolate, e um prêmio Kikito no Festival de Gramado no Brasil.